# Латана
Латана (словац. Látaná) — річка; права притока Студеного потоку, протікає в окрузі Тврдошін.
Довжина приблизно 5.0-5.6 км. Витік знаходиться в масиві Західні Татри (геоморфологічна підодиниця Рогаче); схил гори Раконь) на висоті приблизно 1535 метри.
Протікає територією села Зуберец. Впадає в Студений потік на висоті приблизно 1015 метрів.